# Boerhavia procumbens
Boerhavia procumbens är en underblomsväxtart som beskrevs av Joseph Banks och William Roxburgh. Boerhavia procumbens ingår i släktet Boerhavia och familjen underblomsväxter. Inga underarter finns listade i Catalogue of Life.